# Skolgård

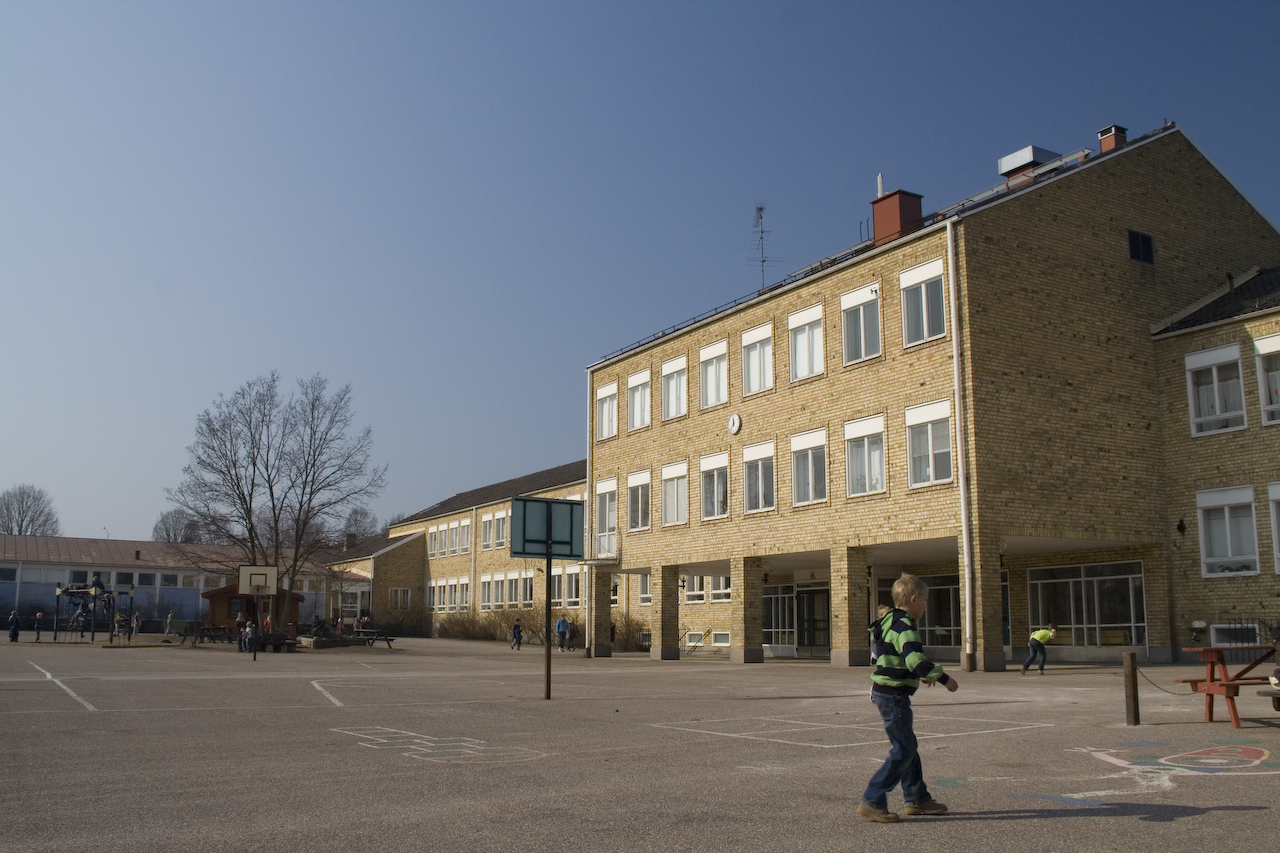
Exempel på en skolgård

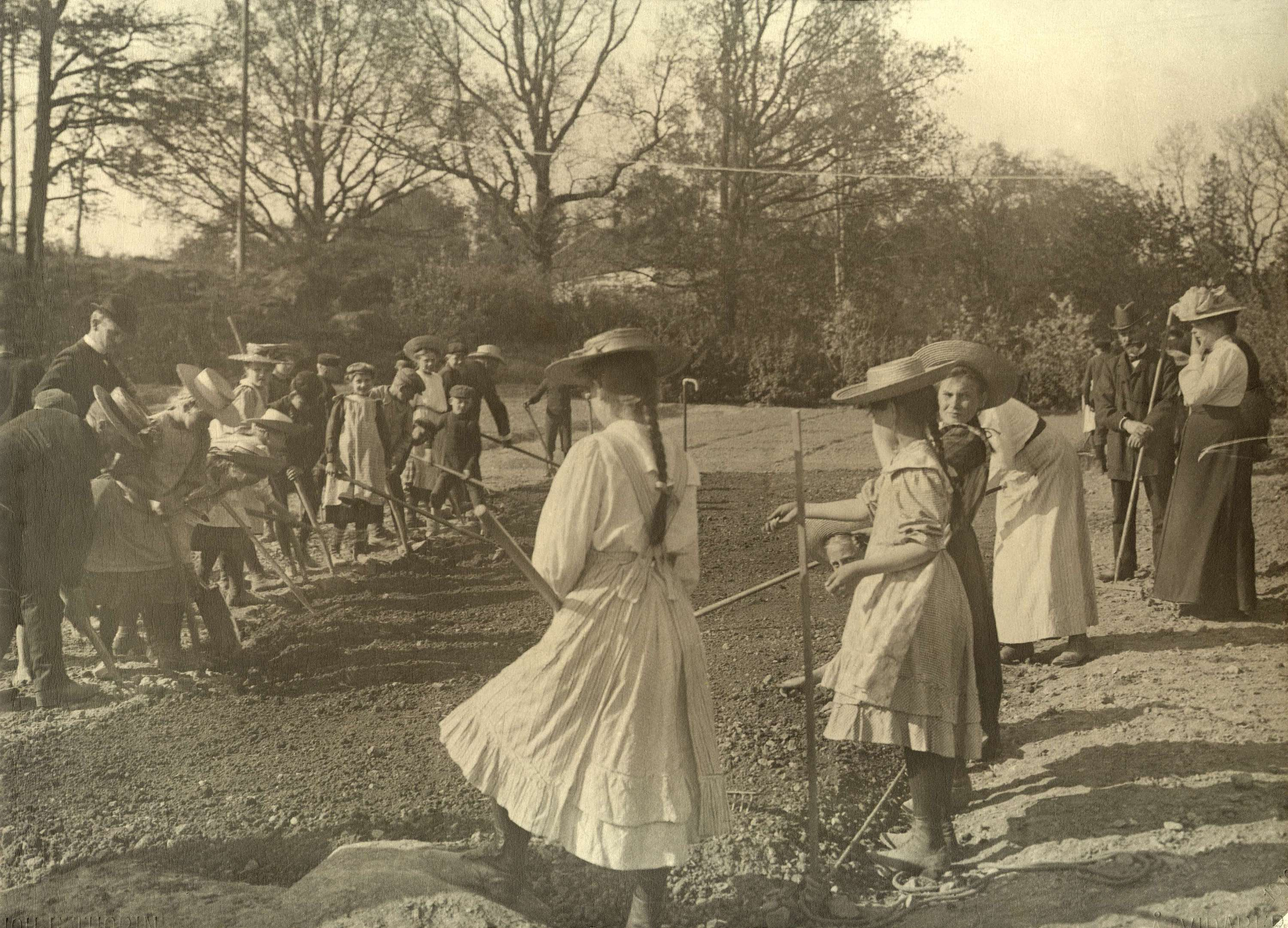
Undervisning i en skolträdgård i Åtvidaberg 1910.

En skolgård är en öppen plats vid en skola, ofta delvis inhägnad av staket eller stängsel. På skolgården tillbringar de yngre eleverna vanligen sina raster. I Sverige har man, oftast från skolår 7, möjlighet att stanna inomhus eller lämna skolområdet på rasten, förutsatt att man själv återvänder i rätt tid till nästa lektion.
På skolgårdar brukar det finnas fotbollsplan, så att eleverna kan spela fotboll på rasten eller idrottslektioner utomhus, samt basketkorgar. För lägre årskurser finns ofta lekplatser med gungor och klätterställning. De flesta skolor erbjuder även möjlighet till andra aktiviteter på skolgårdarna, såsom diverse bollspel.
Många skolgårdar omfattar även cykelställ, eller har cykelställ i direkt anslutning till skolgården. Det brukar även finnas en flaggstång på skolgården.
För högre årskurser i Sverige var rökrutor vanligt på skolgårdarna före läsåret 1994/1995.
Från mitten av 1800-talet fram till 1960-talet förekom även skolträdgårdar för undervisning i trädgårdsskötsel.
Ordet "skolgård" är belagt i svenska språket sedan yngre fornsvensk tid.

## Galleri

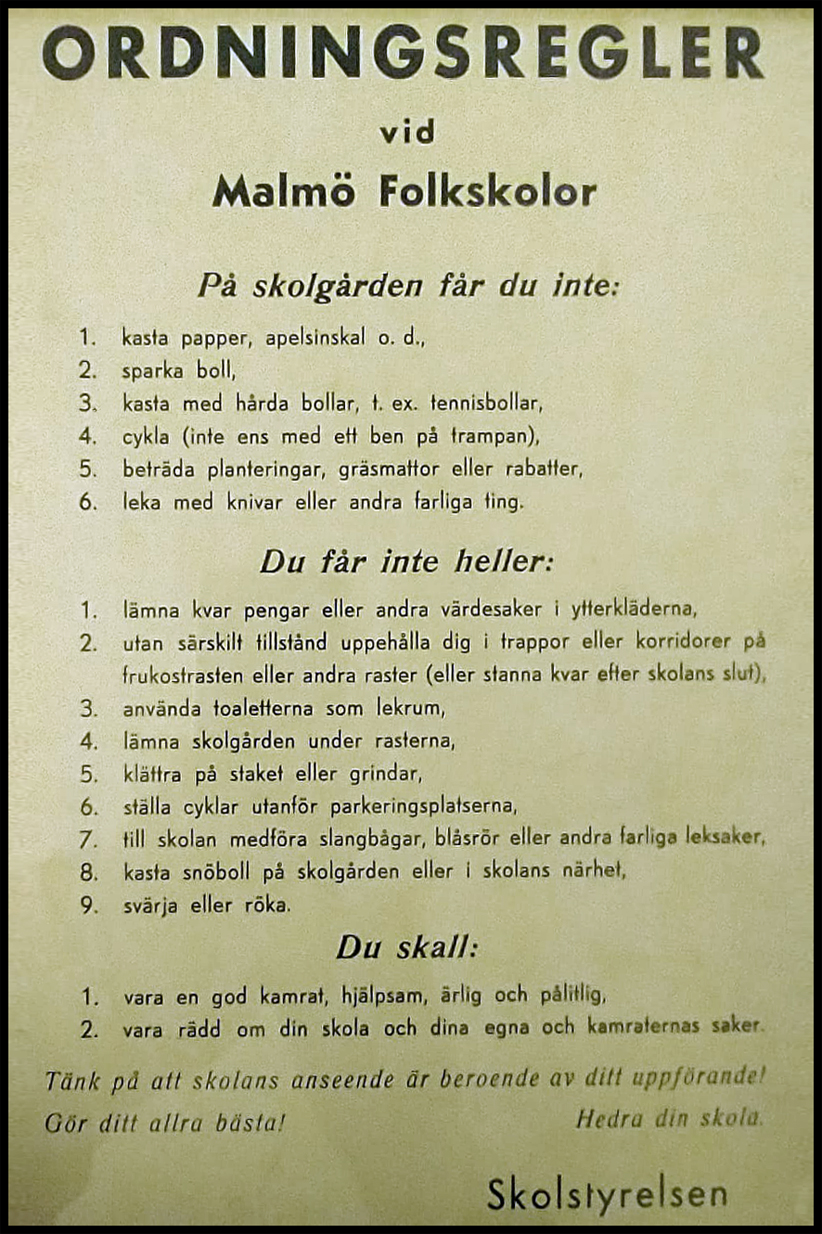
Ordningsregler för skolgården på Malmö Folkskolor från 1950.
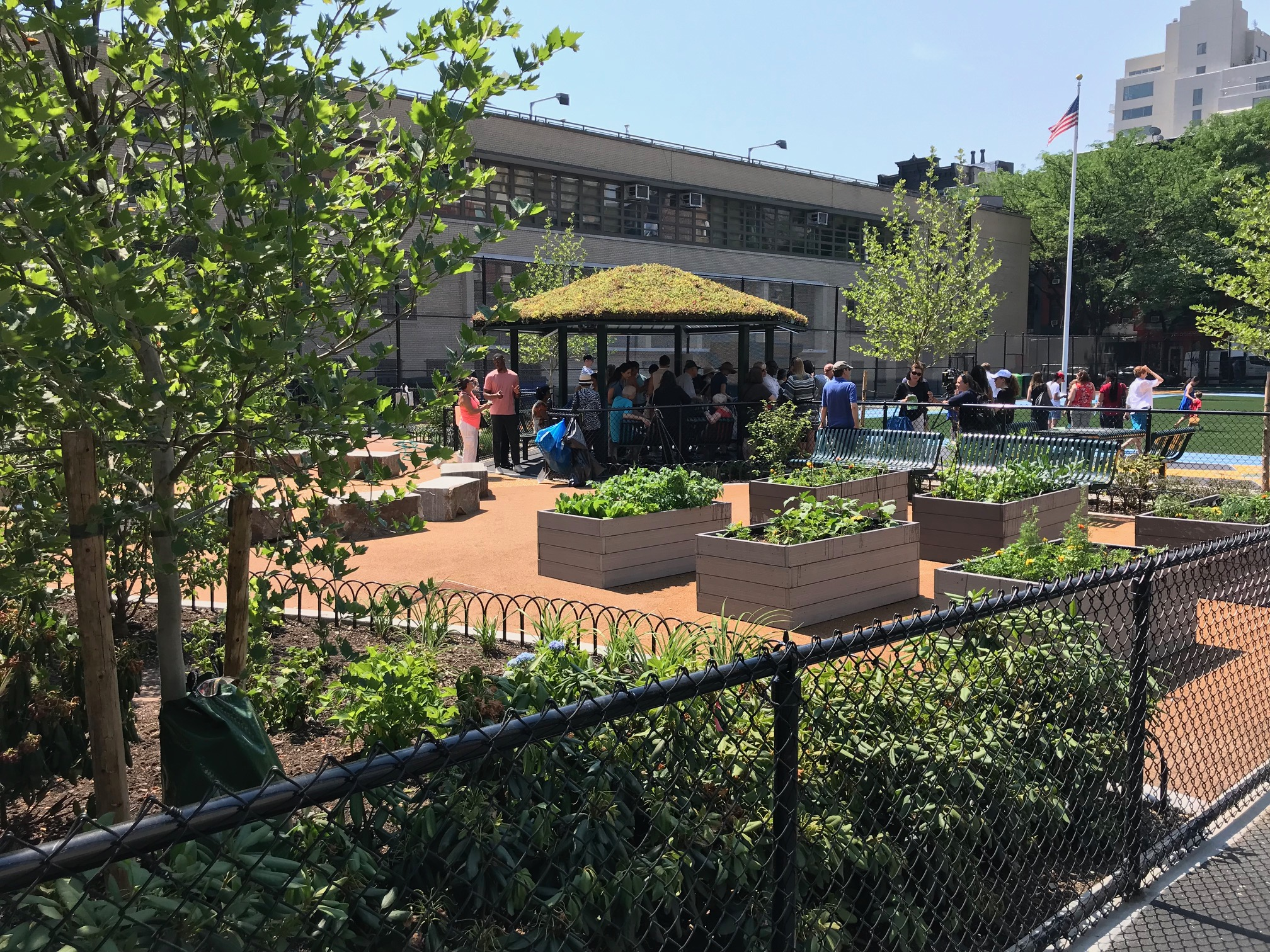
En grön skolgård på en skola i New York.
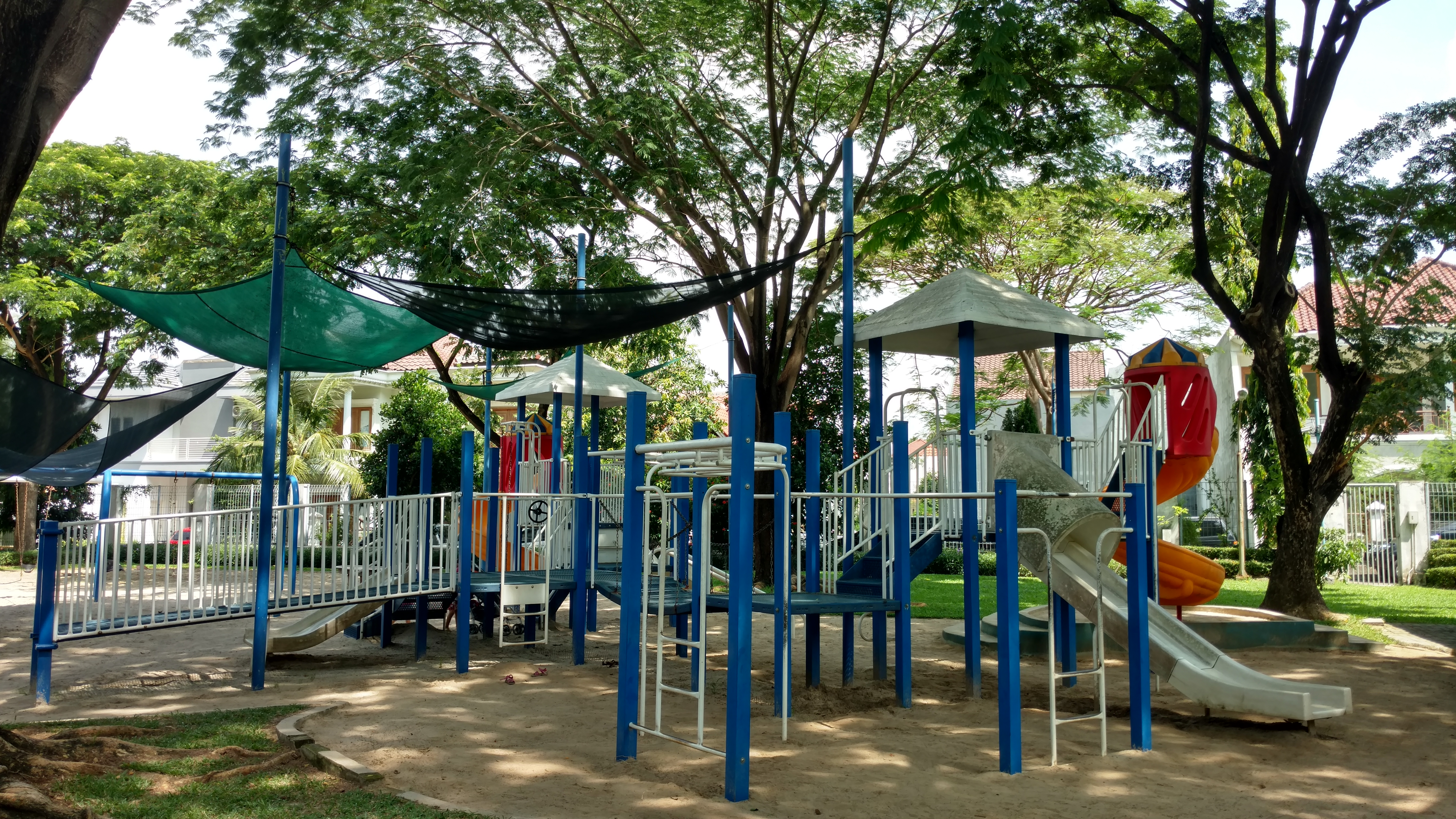
En lekplats på en skolgård i Surabaya.